# Hefner (Adelsgeschlecht)

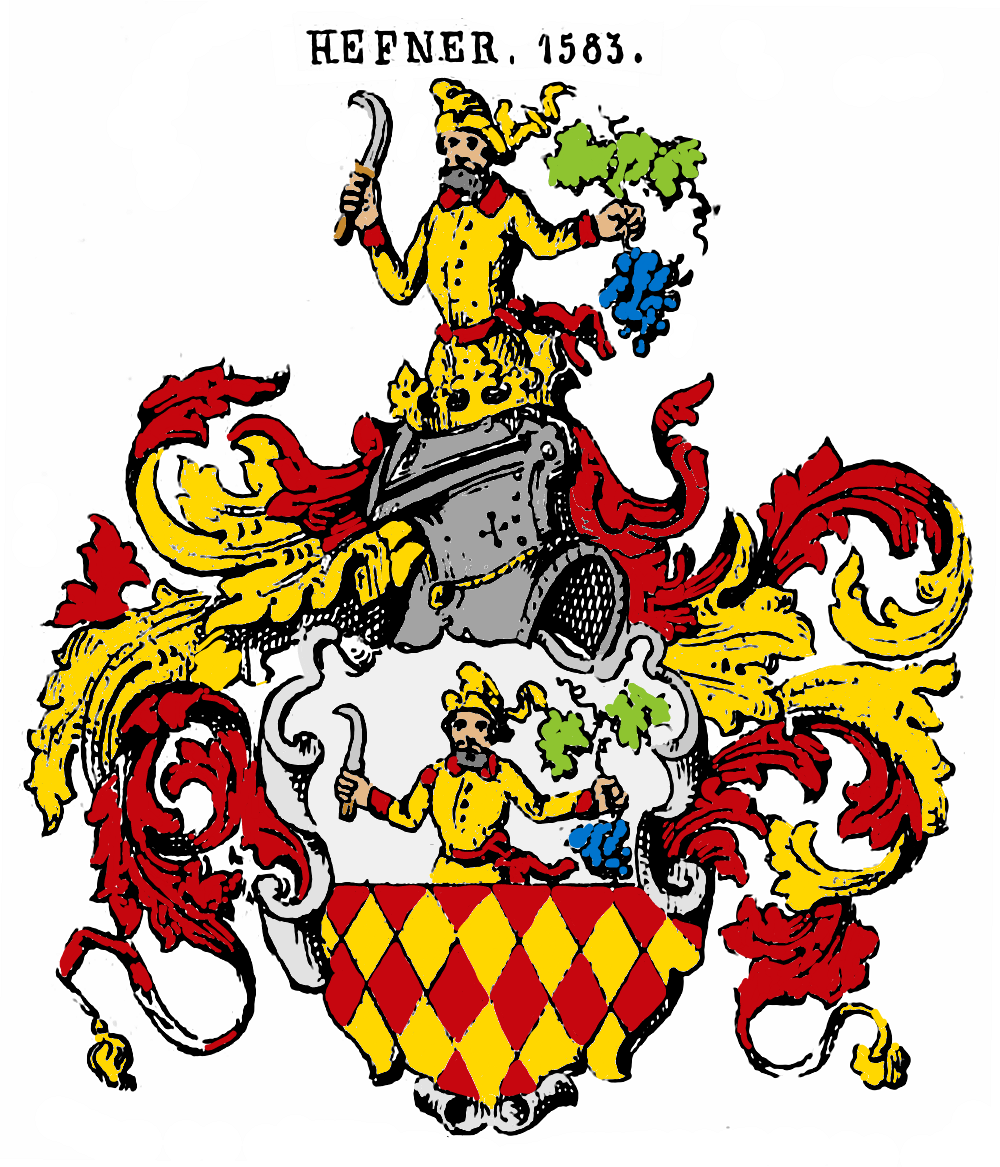
Stammwappen der Hefner von 1583 in Farbe nach Vorlage in Siebmachers Wappenbuch

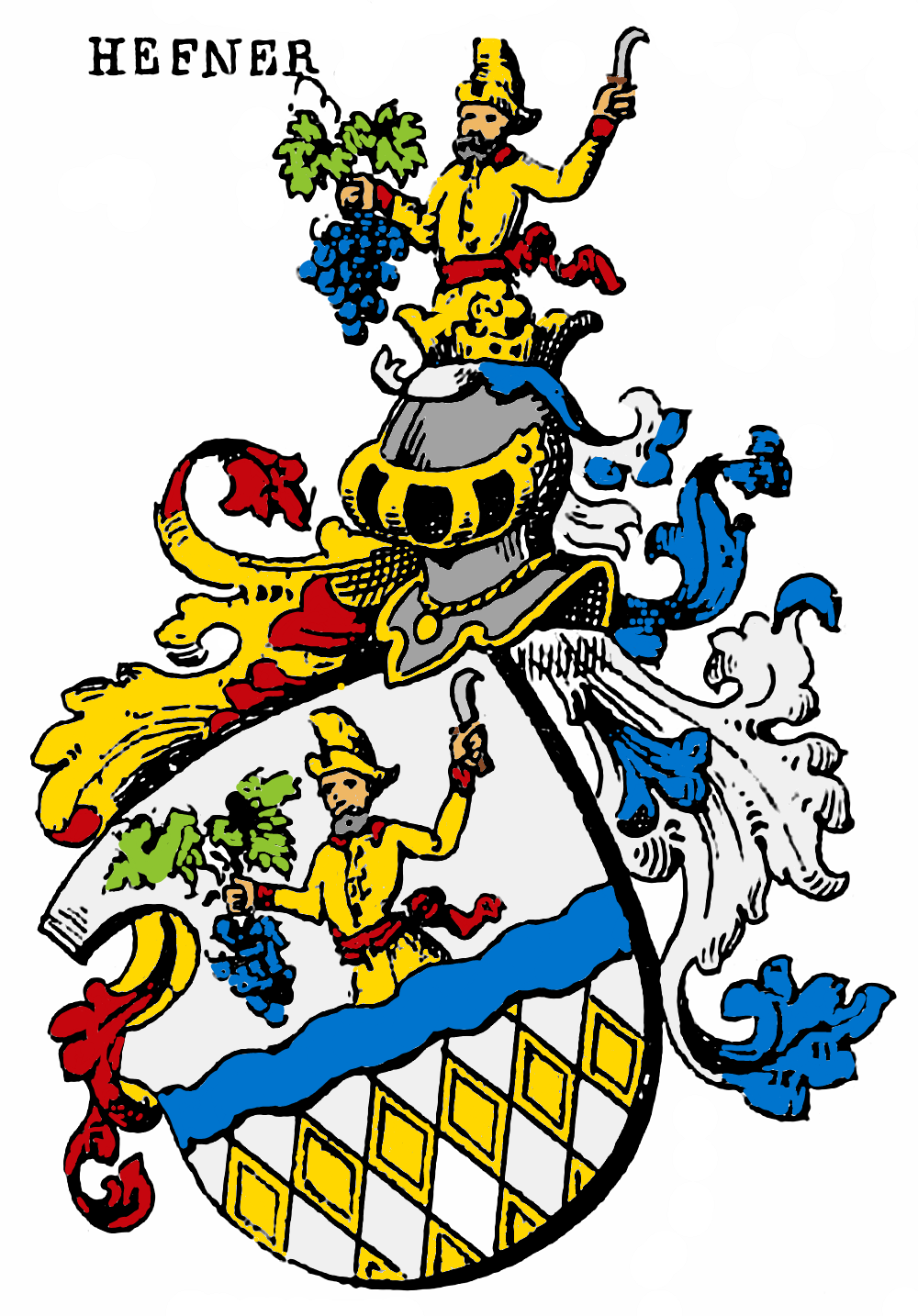
Gebessertes Wappen derer von Hefner von 1787 in Farbe nach Vorlage in Siebmachers Wappenbuch

Hefner ist der Name eines erloschenen bayerischen Briefadelsgeschlechts. Besondere Bekanntheit unter den Familienmitgliedern erlangte Otto Titan von Hefner als Autor und Herausgeber einiger Wappenbücher und Adelskexika.
Die Familie ist von dem ebenfalls erloschenen bayerischen Briefadelsgeschlecht Hefner-Alteneck zu unterscheiden.

## Geschichte
Das Geschlecht stammt ursprünglich aus Franken. Von dort kam es 1630 in die Oberpfalz. Bereits am 28. Februar 1583 erhielt die Familie in Person der Brüder Hans Wilhelm und Hans Melchior Hefner durch den Hofpfalzgrafen Freiherrn Ferdinand Vöhlin von Frickenhausen (1556–1603) einen Wappenbrief.
Der Stammvater der Familie Hefner war Hans Christoph Melchior Heffner. Er war „Markt- und Umgeldschreiber“ im oberpfälzischen Floß. Sein Sohn Franz Wilhelm Hefner (* 1691 in Floß; † 27. August 1762) folgte ihm im Beruf und heiratete im Jahr 1723 Barbara Elisabeth Streydl († 1747). Deren Sohn, Hans Christoph Hefner (* 6. Januar 1729; † 11. April 1807), wiederum, war neuburgischer Regierungsrat, sulzbachischer Rat und „pfalzneuburgischer Pflegskommissar zu Heideck und Hilpoltstein“. Am 19. Oktober 1758 heiratete er Barbara Josepha von Fick. Aus der Ehe stammen drei Söhne. In zweiter, kinderloser Ehe war er mit Franziska von Leistner verheiratet. Hans Christoph Hefner wurde per Kabinettsschreiben vom 3. Mai 1787 bzw. Diplom vom 30. Juli 1787 von Kurfürst Karl Theodor von Bayern ihn in den bayerischen Adelsstand erhoben. Zwei Söhne, Christoph von Hefner und ein namentlich nicht genannter Bruder, wurden am 28. Juli 1813 bei der Adelsklasse in Bayern immatrikuliert.
Hintergrund der Nobilitierung von 1787 war, dass Hans Christoph von Hefners Sohn Georg Josef von Hefner († 1807) Mitglied des Inneren Rats der Stadt Augsburg werden sollte. Dafür jedoch musste er adelig sein. Dem Nobilitierungsantrag seines Vaters wurde vom Kurfürsten umgehend stattgegeben, so dass Georg Josef von Hefner kurz nach ergangenem Diplom in den Inneren Rat und zum Bürgermeister gewählt wurde. Ein paar Jahre später wurde er zum Steuermeister der Stadt gewählt. Noch im Jahr der Nobilitierung heiratete er Franziska von Hohenwart, eine Tochter des früheren Bürgermeisters Franz Ignaz Nikolaus Precht von Hohenwart und der Katharina Barbara Schad von Mittelbiberach.
Ihr Sohn Joseph Johann von Hefner (* 5. Februar 1799 in Augsburg; † 16. September 1862 in München) machte sich als Gymnasialprofessor der Archäologie und als Mitglied der Bayerischen Akademie der Wissenschaften einen Namen. Er heiratete am 5. Februar 1826 Katharina, eine Tochter eines Gutsbesitzers Straub aus Söflingen bei Ulm. Seine Ehe war im Vergleich zu den Überlieferungen über bisherige Familienmitglieder sehr kinderreich, auch wenn fünf der acht Kinder im Kindes- oder Jugendalter verstarben. Unter den überlebenden Kindern war der bekannte Genealoge und Heraldiker Otto Titan von Hefner (* 18. Januar 1827 in München; † 10. Januar 1870 ebd.), Besitzer eines eigenen heraldischen Instituts in München.

## Stammfolge
Die Stammfolge stellt damit sich wie folgt dar:
- Hans Christoph Melchior Heffner, Markt- und Umgeldschreiber in Floß, ⚭ N. N.
  - Franz Wilhelm Hefner (1691–1762) ⚭ 1723 Barbara Elisabeth Streydl († 1747)
    - Hans Christoph von Hefner (1729–1807), neuburgischer Regierungsrat, sulzbachischer Rat und pfalzneuburgischer Pflegskommissar zu Heideck und Hilpoltstein, 1787 Erhebung in den Adelsstand, ⚭ I. 1758 Barbara Josepha von Fick, ⚭ II. Franziska von Leistner (kinderlos)
      - aus I.: Christoph von Hefner, Leutnant des 2. Bataillons der mobilen Legion des Isarkreises
      - aus I.: N. N. (Sohn)
      - aus I.: Georg Josef von Hefner († 1807), Steuermeister und Bürgermeister von Augsburg, ⚭ Franziska von Hohenwart († 31. Dezember 1825)
        - Christoph von Hefner, starb ledig
        - Joseph Johann von Hefner (1799–1862), Gymnasialprofessor und Historiker, ⚭ 1826 Katharina Straub (* ca. 1801; † 25. Februar 1863)
          - Otto Titan von Hefner (1861)Otto Titan von Hefner (1827–1870), Genealoge und Heraldiker, ⚭ 1853 Sophie von Ziegler-Pürgen[7] (1829–1899)
            - Ulrich von Hefner (*/† 1954)
            - Sidonie von Hefner (* 18. Juli 1856 in München) ⚭ 3. Mai 1881 Julius Beyer, Kaufmann in Zürich
            - Gisela von Hefner (* 1. Juli 1857 in München) ⚭ 3. Juli 1888 Anton Stummer, Fabrikbesitzer in Kempten
            - Aurelia von Hefner (* 4. Oktober 1860; † 23. Mai 1867)
            - Lukretia von Hefner (* 29. Januar 1864)

          - Berta von Hefner (1829–1839)
          - Ida von Hefner (1830–1853)
          - Arnulf Franz von Hefner (1832–1833)
          - Karl Hugo von Hefner (1834–1837)
          - Ludwig Jakob von Hefner (* 16. Juli 1838 in München), Oberexpeditor bei der Generaldirektion der königlichen Verkehrsanstalten in München, ∞ 8. Juli 1863 Franziska Karolina Minerich Kroher, Tochter des königlich-bayerischen Kriegsministerial-Sekretärs Franz Xaver Kroher, ohne männliche Nachkommen
          - Agnes von Hefner (1843–1857)
          - Lothar von Hefner (* 29. Mai 1849 in München; † 23. März 1888 in New York), Journalist

## Wappen
Blasonierung des Stammwappens von 1583Geteilt. Oben in Silber ein wachsender gold-gekleideter Winzer mit roter Leibbinde und Aufschlägen sowie einem goldenen Stulphut, hält in seiner rechten Hand ein gekrümmtes Messer, in der linken eine große blaue Traube mit Stiel und zwei Blättern. Der untere Teil des Wappens ist von Rot und Gold gerautet. Auf dem Helm mit rot-goldenen Helmdecken der Winzer wie im Schild.
Blasonierung des gebesserten Wappens von 1787Wie das Stammwappen, jedoch Traube und Messer in den entgegengesetzten Händen, der untere Teil des Schildes von dem oberen durch einen blauen Fluss getrennt und von Silber und Gold anstatt Rot und Gold gerautet. Die Decken rechts rot-golden, links blau-silbern. Wahlspruch: Recte faciendo, neminem timebis.
Blasonierung der von Otto Titan von Hefner persönlich geführten WappenvarianteDurch ein blaues Kreuz geviert. In den Feldern 1 und 4 das Hefnersche Stammwappen. In den Feldern 2 und 3 in Silber ein von Rot und Schwarz gespaltener schrägrechter Balken (= Wappen derer von Ziegler-Pürgen). Auf dem Schild eine Freiherrenkrone. Als Schildhalter ein goldener Drache und ein goldenes Einhorn. Wahlspruch: Despise Vulgarity.

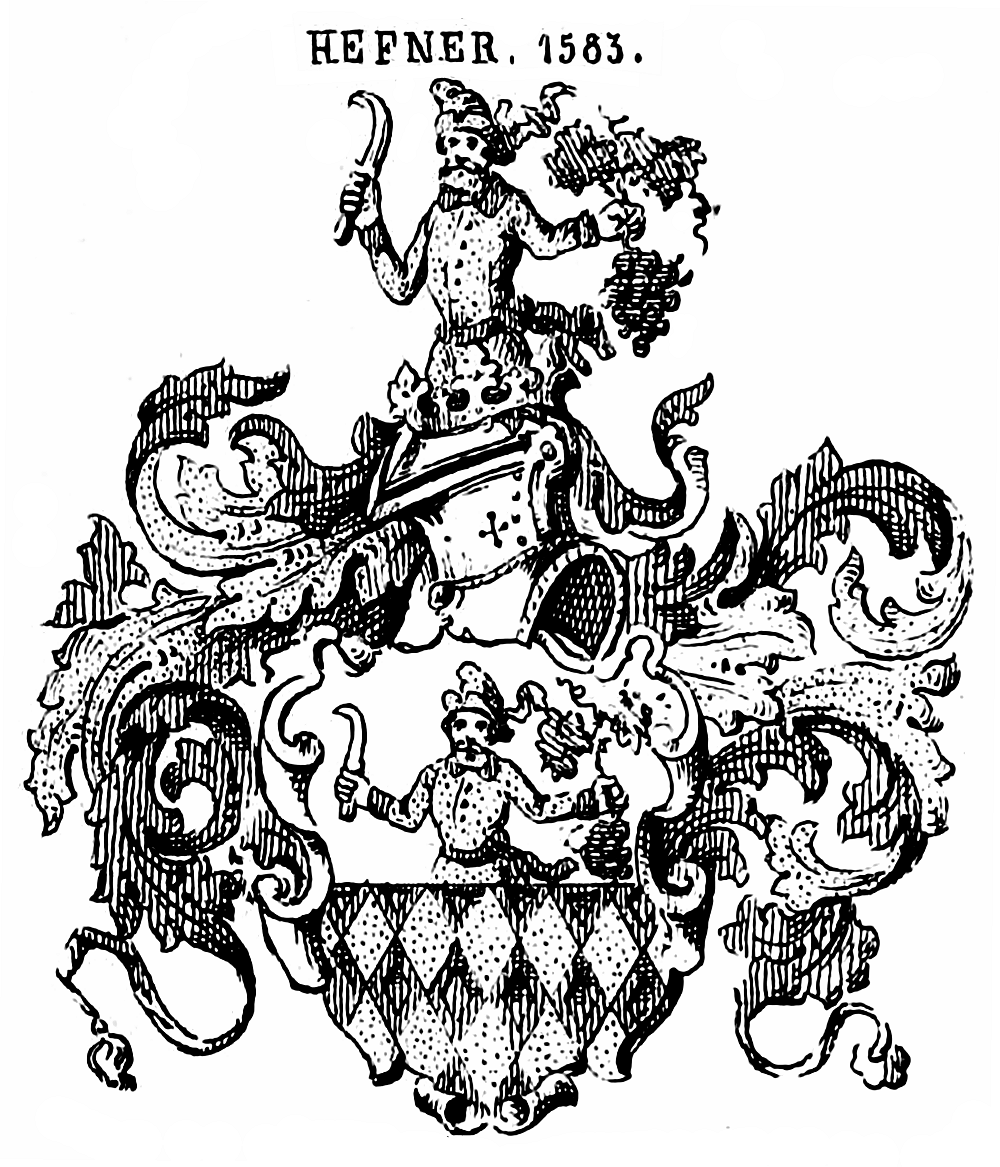
Stammwappen der Hefner von 1583 in Siebmachers Wappenbuch
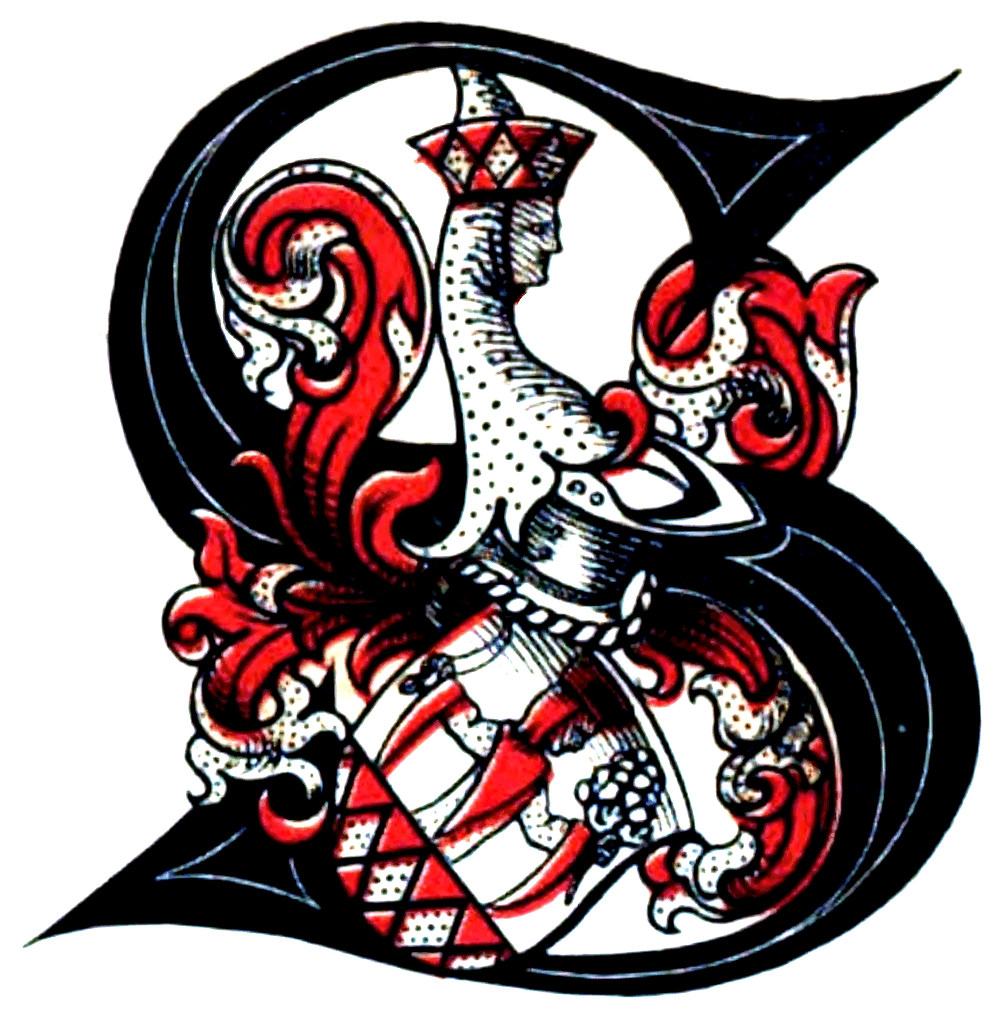
Familienwappen Hefner auf der Titelseite des von Otto Titan von Hefner herausgegebenen Stammbuchs des blühenden und abgestorbenen Adels in Deutschland
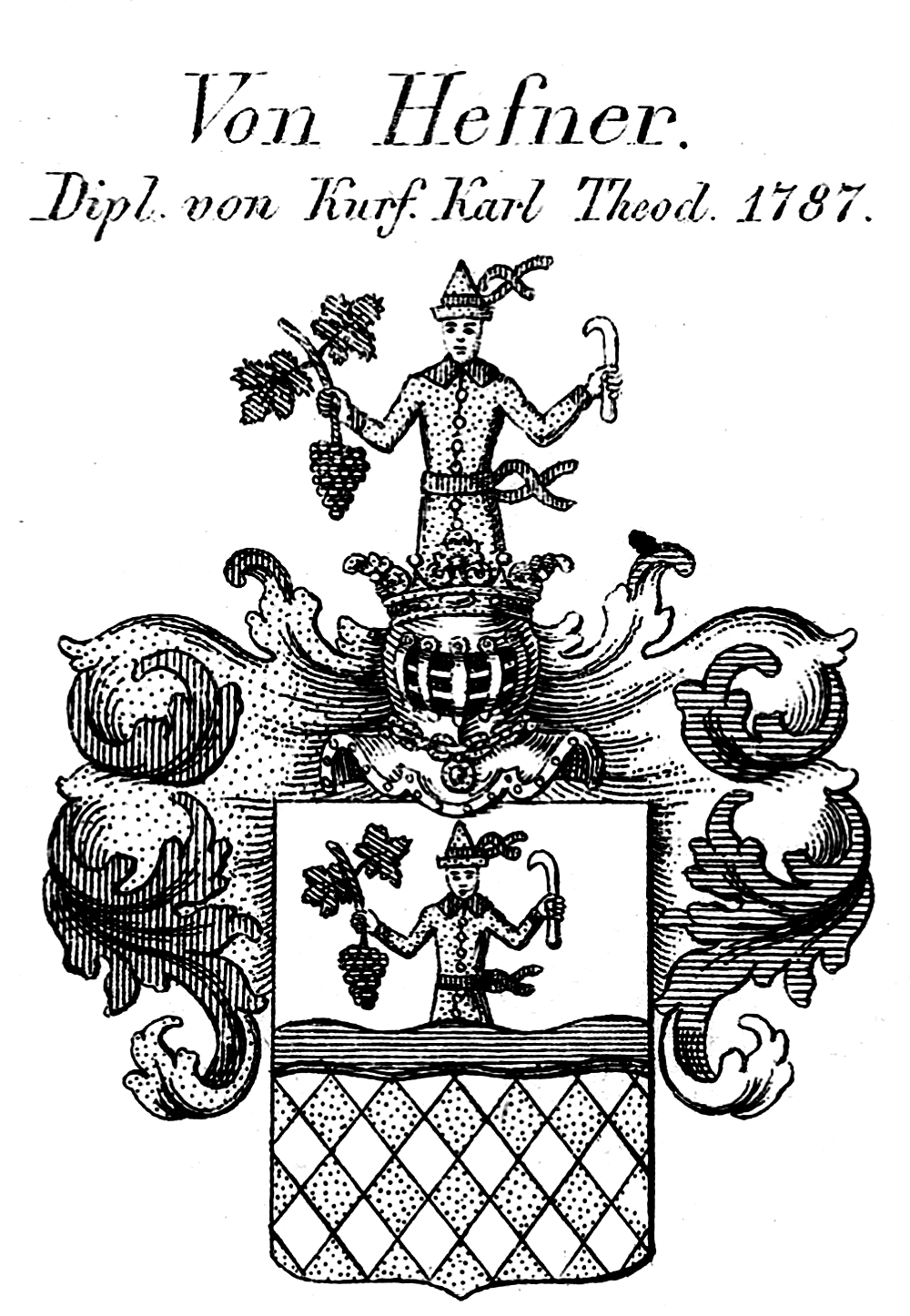
Gebessertes Wappen derer von Hefner von 1787 bei Konrad Tyroff
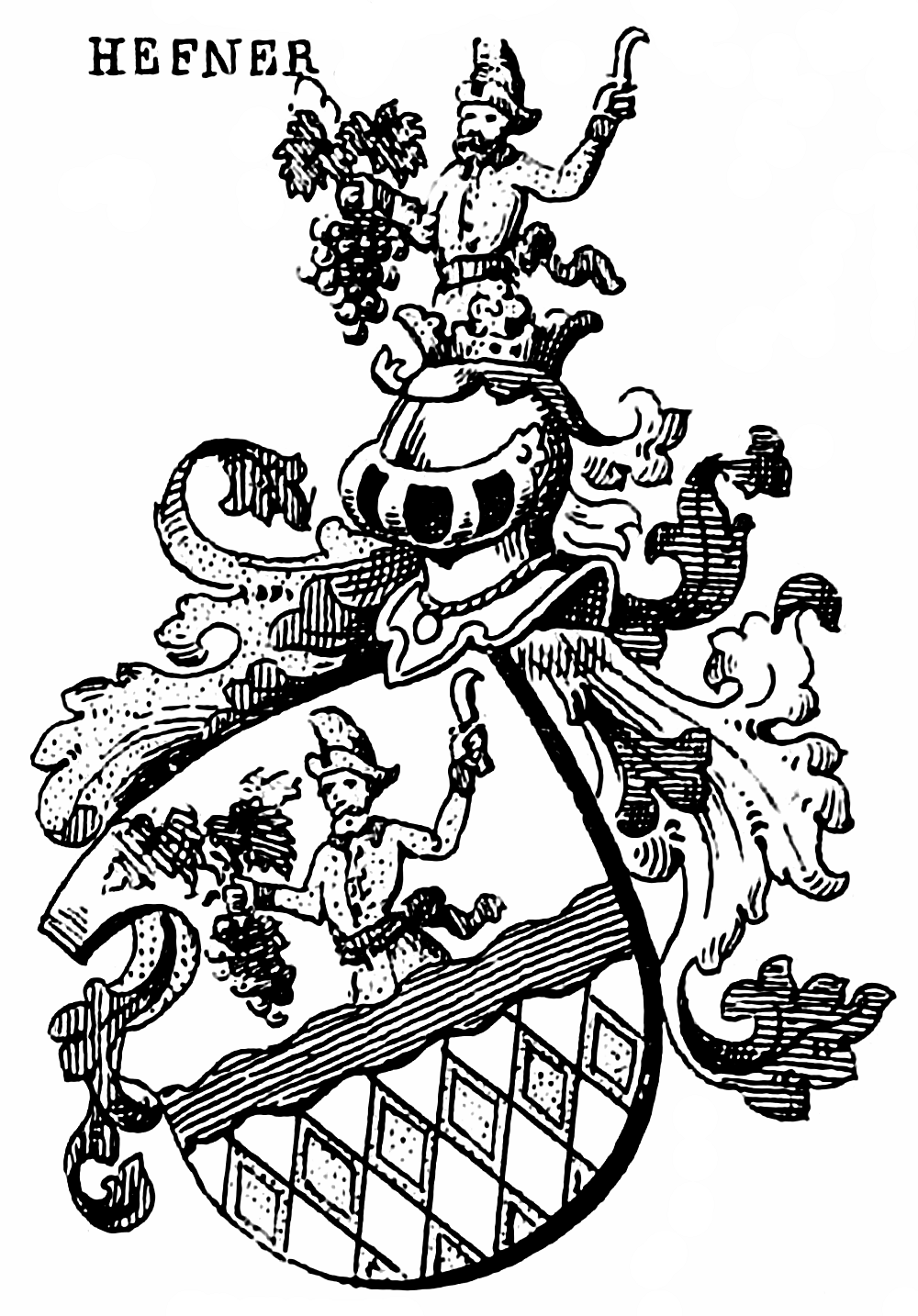
Wappen derer von Hefner von 1787 in Siebmachers Wappenbüchern
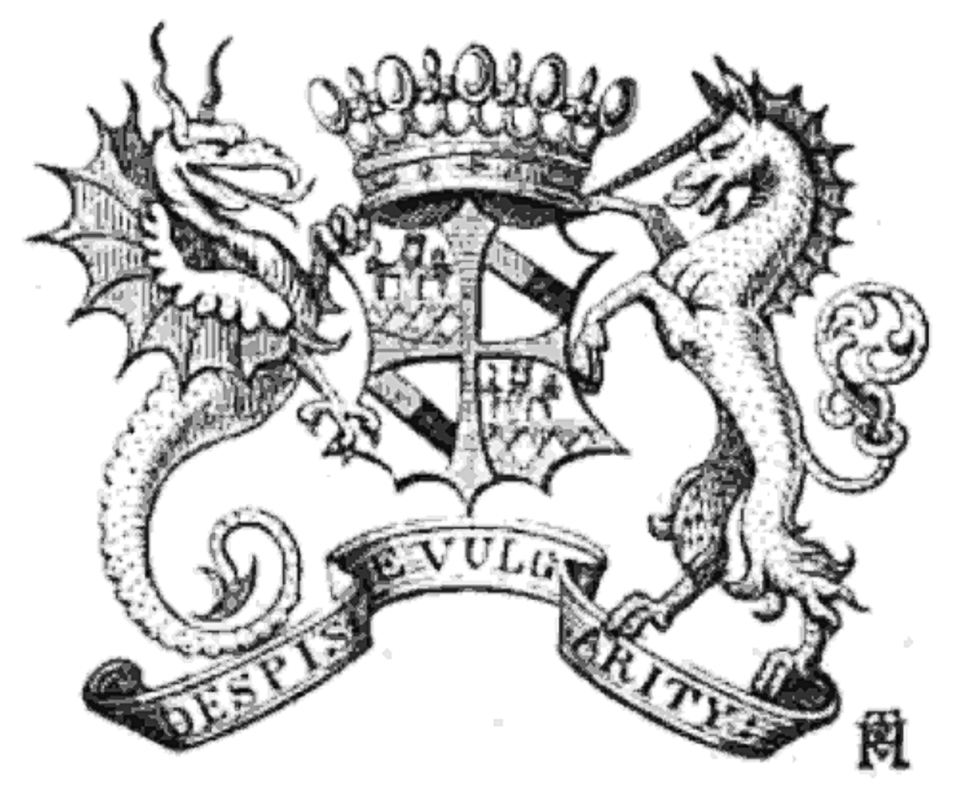
Persönlich geführtes Wappen des Otto Titan von Hefner